# Jenny Sacerdote
Jenny Sacerdote, de soltera Jeanne Adèle Bernard (1868, Périgueux, Francia - 1962, Niza, Francia), también conocida como Madame Jenny, fue una costurera, modista y diseñadora de moda francesa. Formada con Paquin, fundó en París en 1909 su propia casa de alta costura, el mismo año que contrae matrimonio con Emile Sacerdote. Jenny Sacerdote alcanzaría fama internacional por la elegancia de sus creaciones en los años 1930. Su mayor éxito lo vivió en la época de entreguerras cuando era una de las modistas francesas más celebradas y su acierto y talento le valieron la Legión de Honor en 1926, la segunda mujer en serle otorgada. Uno de sus colores favoritos era el gris oscuro, como el que luce en su retrato pintado por Gervex.
Dio prioridad a la comodidad y la sencillez. Su casa cerró en 1940, pero tuvo un renacimiento en 2018 con la creación de la casa de alta costura La Suite Jenny Sacerdote .

## Iconografía
- 1921: Retrato en pie de Jenny Sacerdote por Henri Gervex, hst, SDbg, dim; 186 cm cm x l: 100 cm , coll.part.
- Retrato de Mademoiselle Jenny, por Jean-Gabiel Domergue, legado por Mlle Jenny en 1962 al Museo de arte y arqueología del Périgord-Ville de Périgueux
- Maurice Vlaminck, Retrato de Mlle Jenny, en el Museo de Bellas Artes de la ciudad de Niza, donado por Mlle Jenny.